# Asonance
Asonance je druh rýmu spočívající v pouze samohláskové shodě závěrečných slov verše, bez ohledu na souhlásky (např. dar – van). Asonance je častým prvkem zvláště v lidové poezii, ale používá se i v dílech moderního básnictví, např. v poetismu. Dřívější představa, že se jedná o nedokonalý rým, není v moderní poezii sdílena, a asonance se stává prostředkem, jak narušit přílišnou umělost či automatičnost verše.